# Bühnengraben

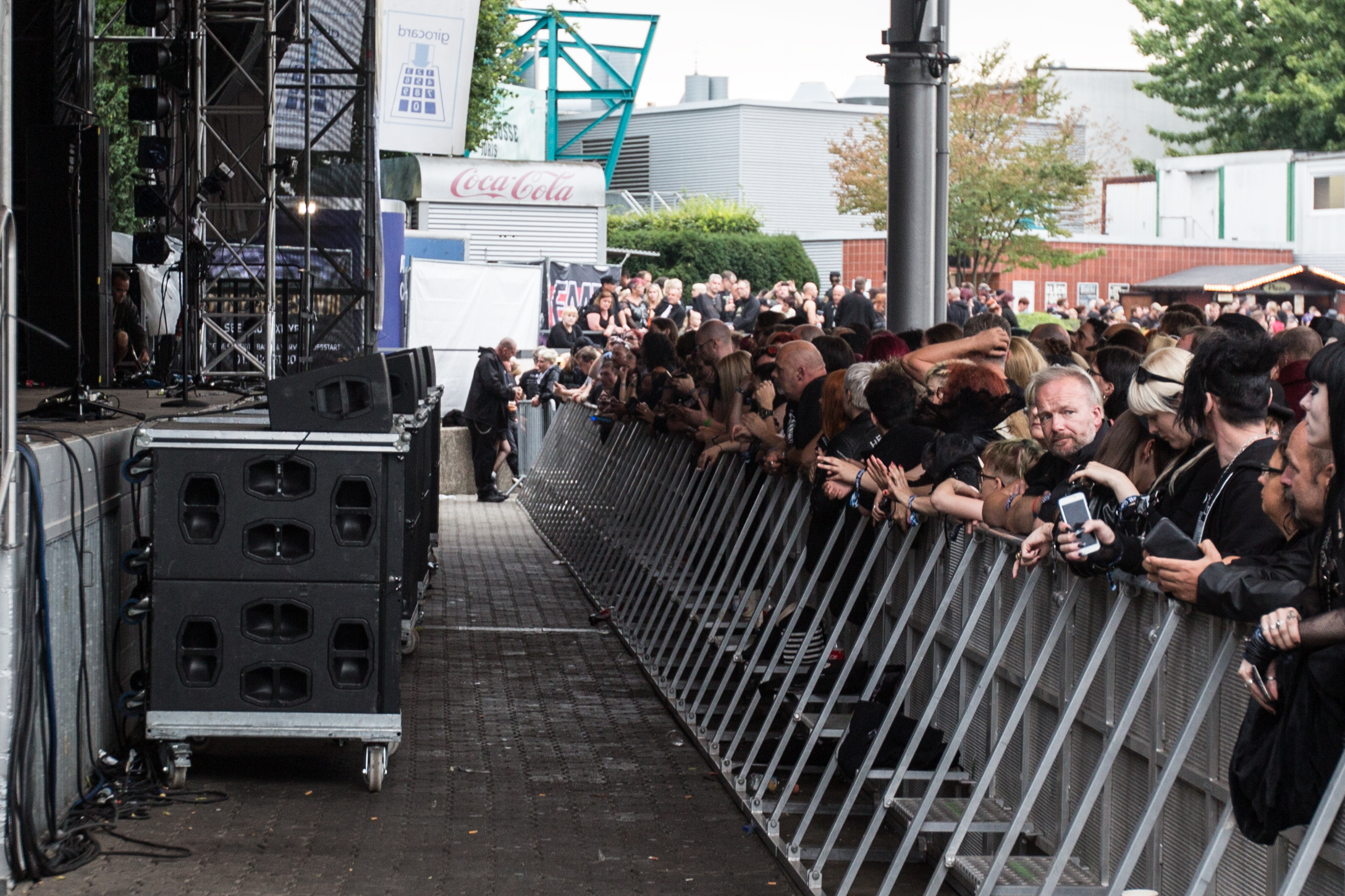
Bühnengraben auf dem Amphi Festival, Köln

Als Bühnengraben (auch Securitygraben, Fotograben) wird umgangssprachlich ein durch Absperrgitter abgetrennter Bereich zwischen Bühnen und Zuschauerraum bezeichnet.
Bühnengräben dienen in erster Linie der Sicherheit von Besuchern und Künstlern auf Konzerten und Musikfestivals. Während der Veranstaltung anwesende Securities nehmen beispielsweise Crowd-Surfer auf oder hindern Besucher daran, die Bühne zu betreten.
Über den Bühnengraben können zudem verletzte Besucher schnell einer notfallmedizinischen Versorgung zugeführt werden. Durch einen Bühnengraben kann zudem ein Sicherheitsabstand beim Einsatz von Pyrotechnik geschaffen werden.
Konzertfotografen kann der Aufenthalt im Bühnengraben vorübergehend genehmigt werden, um Fotos der Veranstaltung anzufertigen. Dies geschieht in der Regel während der ersten drei Songs des Auftritts.